# Rhizanthes
Rhizanthes es una género de planta parásita perteneciente a la familia Rafflesiaceae.

## Taxonomía
Rhizanthes fue descrito por Barthélemy Charles Joseph Dumortier y publicado en Analyse des Familles de Plantes 14, en el año 1829. La especie tipo es: Rhizanthes zippelii (Blume) Spach

## Especies
- Rhizanthes deceptor Bänziger & B.Hansen
- Rhizanthes infanticida Bänziger & B.Hansen
- Rhizanthes lowii (Becc.) Harms
- Rhizanthes zippelii (Blume) Spach